# Jan Soldat
Jan Soldat (* 21. Februar 1984 in Karl-Marx-Stadt, Deutsche Demokratische Republik) ist ein deutscher Filmemacher.

## Karriere
Soldat wurde 1984 in Karl-Marx-Stadt (jetzt Chemnitz) in der DDR geboren. Ab 1994 besuchte er das humanistische Gymnasium „Hohe Straße“ (jetzt Karl-Schmidt-Rottluf-Gymnasium). Im Jahr 2003, nach Abitur und absolviertem Zivildienst auf der gastroenterologischen und Dialyse-Station im Klinikum Chemnitz, begann er ein Studium der Wirtschaftsmathematik an der TU Chemnitz. 2004 brach er das Studium ab und wechselte in den Studiengang Maschinenbau. Anfang 2006 brach er das Studium erneut ab und kehrte kurz ins Klinikum Chemnitz als Pflegehelfer im Herzkatheterlabor zurück.
Es folgten das Schreiben von Kurzgeschichten und die Lust zu filmen. Von August 2006 bis Februar 2007 drehte er erste Filme zusammen mit Frank Schubert im Rahmen der Sächsischen Ausbildungs- und Erprobungskanäle. Parallel dazu war er innerhalb der Chemnitzer Kunstfabrik als 1-Euro-Jobber tätig. Auch dort schuf er filmische Arbeiten und hatte Umgang mit jugendlichen und erwachsenen Menschen mit geistiger und körperlicher Behinderung. Anschließend drehte er bis September 2008 weitere Filme innerhalb der Chemnitzer Filmwerkstatt. Inhaltlich und formell orientieren sich die von 2006 bis 2008 entstandenen Filme am Horror- und Trashfilm/B-Movie. Neben diesen fiktionalen Arbeiten gab es aber auch erste dokumentarische und essayistische Versuche.
Von Oktober 2008 bis März 2014 absolvierte Soldat ein Studium der Film- und Fernsehregie an der Hochschule für Film und Fernsehen „Konrad Wolf“ in Potsdam-Babelsberg. Im Studium orientierte er sich zur dokumentarischen Form mit Fokus auf der Darstellbarkeit diverser, sexueller Praktiken. Themen in seinen Filmen sind etwa Zoophilie, BDSM und Sklavenrollenspiel. Der Film Geliebt nahm am Kurzfilmwettbewerb der Berlinale 2010 teil. Sein erster längerer Dokumentarfilm Haftanlage 4614 wurde im Rahmen der Sektion Panorama der Berlinale 2015 gezeigt.
Nach Beendigung des Studiums setzte Soldat seine filmische Auseinandersetzung anhand mehrerer kurzer und mittellanger Filme zu den Themen Knastrollenspiel, Ageplay/Adultbabys und Kannibalismus fort. Seit 2015 war er vermehrt als Editor und dramaturgischer Berater tätig, von 2017 bis Oktober 2019 war er ausschließlich dahingehend tätig.
Seit November 2019 nimmt Soldat die filmische Beschäftigung mit Neugier, Sex und Körper in Form einer Reihe kurzer Filme im Spannungsfeld von Dokumentarfilm und Pornografie wieder auf.

## Filmografie
- 2006: GLV 162210
- 2007: Geschwisterliebe
- 2007: Kommissar Kresch und der Fuchs vom Posthof
- 2007: runter
- 2007: Kommissar Kresch und das zerplatzte Zirkuspferd
- 2008: Kain
- 2008: wahrscheinlich vielleicht auch nicht
- 2008: Sandweg ’80
- 2008: Kein Deutschmehrland
- 2009: rein/raus
- 2010: Geliebt (Be loved)
- 2010: Endlich Urlaub
- 2011: Interim
- 2011: Unbenannt
- 2011: 3 von 5
- 2012: Zucht und Ordnung (Law and Order)
- 2012: Crazy Dennis Tiger
- 2013: Ein Wochenende in Deutschland (A weekend in Germany)
- 2013: Dann is’ es halt so (That’s how it is)
- 2013: Der Unfertige (The Incomplete)
- 2014: Hotel Straussberg
- 2015: Haftanlage 4614 (Prison System 4614)
- 2015: Der Besuch (The Visit)
- 2015: Die Sechste Jahreszeit (The Sixth Season)
- 2016: Coming Of Age
- 2017: Protokolle
- 2017: Happy Happy Baby
- 2020: Haben Sie Interesse An Einem Film Zum Thema Shopping?
- 2020: Immer Wieder Dienstags
- 2020: Der Wichser
- 2020: ERWIN
- 2020: Mensch Christian, Wir Dreh'n 'nen Porno
- 2020: Drei Engel Für Wolfgang
- 2020: Wohnhaft Erdgeschoss
- 2020: Friday Night Stand
- 2021: Florian
- 2021: Felix
- 2021: Nullo
- 2021: Diptychon
- 2021: Zumindest Bin Ich Draußen Gewesen (At least I’ve been outside)
- 2021: Die Rose
- 2021: Hauptmann Lupo
- 2022: Paul
- 2022: Blind Date
- 2022: Staging Death
- 2022: Blind Date 2.0
- 2022: The Act Of Dying
- 2023: Dead Again
- 2023: Faces Of Death
- 2023: Besichtigung
- 2023: Männerabend

## Auszeichnungen
- 2012: Lolly Award des Xposed Queer Film Festival Berlin, für den Besten deutschen Kurzfilm für Zucht und Ordnung
- 2021 Outstanding Artist Award für Film (Experimentalfilm)[3]